# Euphorbia apurimacensis
Euphorbia apurimacensis es una especie botánica de fanerógama perteneciente a la familia Euphorbiaceae.

## Distribución
Es endémica de Perú, donde se encuentra en el Departamento de Apurímac distribuida en Abancay, en la Quebrada de Matara; a una altitud de 2000-2800 metros. Está amenazada de peligro de extinción.

## Taxonomía
Euphorbia apurimacensis fue descrito por Léon Camille Marius Croizat y publicado en Journal of the Arnold Arboretum 27: 289. 1946.
Etimología
Euphorbia: nombre genérico que deriva del médico griego del rey Juba II de Mauritania (52 a 50 a. C. - 23), Euphorbus, en su honor – o en alusión a su gran vientre – ya que usaba médicamente Euphorbia resinifera. En 1753 Carlos Linneo asignó el nombre a todo el género.
apurimacensis: epíteto geográfico que alude a su localización en el Departamento de Apurímac.